# Patricia Norris
Patricia Norris (22 de marzo de 1931–20 de febrero de 2015) fue una diseñadora de vestuario y producción estadounidense, quien trabajó en diversas películas estadounidenses. Fue nominada para el Óscar en seis ocasiones durante su carrera.

## Carrera
El primer crédito de Norris como diseñadora de vestuario fue para The Late Liz (1971). Diseñó el vestuario de diversas e icónicas películas de la década de 1970 y 80, incluyendo Capricorn One (1977), Days of Heaven (1978), Victor Victoria (1982) y Scarface (1983). En 1980, diseñó el vestuario de The Elephant Man, una de sus primeras colaboraciones con el director David Lynch. En su siguiente proyecto junto a Lynch, Blue Velvet, recibió su primer crédito como diseñadora de producción, responsabilizándose del decorado entero del film; no solo del vestuario. Norris continuó trabajando en todas las películas de Lynch hasta The Straight Story (1999). En la década de los 2000, Norris colaboró con Plan B Entertainment en The Assassination of Jesse James by the Coward Robert Ford (2007), Killing Them Softly (2012), y 12 Years a Slave (2013).

## Premios y nominaciones
Fue nominada seis veces al premio de la Academia al mejor diseño de vestuario por: Days of Heaven, The Elephant Man, Victor Victoria, 2010,  Sunset y 12 Years a Slave. Ganó un Premio Emmy al Mejor Vestuario en una Serie por el episodio piloto de Twin Peaks. Norris Ganó el Costume Designers Guild Period Film Award por 12 Years a Slave (2013).
En 2010, recibió un premio a la carrera artística del Art Directors Guild. Fue la única persona en recibir un premio a la carrera artística del Costume Designers Guild y del Art Directors Guild.
Premios Óscar
| Año  | Categoría                 | Película              | Resultado |
| ---- | ------------------------- | --------------------- | --------- |
| 1979 | Mejor diseño de vestuario | Days of Heaven        | Nominada  |
| 1981 | Mejor diseño de vestuario | El hombre elefante    | Nominada  |
| 1983 | Mejor vestuario           | Victor Victoria       | Nominada  |
| 2014 | Mejor vestuario           | 12 años de esclavitud | Nominada  |